# Turbonilla pyrrha
Turbonilla pyrrha är en snäckart som beskrevs av Bartsch In Dall 1927. Turbonilla pyrrha ingår i släktet Turbonilla och familjen Pyramidellidae. Inga underarter finns listade i Catalogue of Life.